# Allan Quatermain și templul craniilor
Allan Quatermain și templul craniilor (titlu original: Allan Quatermain and the Temple of Skulls) este un film american de aventură  din 2008 regizat de Mark Atkins. Rolurile principale au fost interpretate de actorii  Sean Cameron Michael, Christopher Adamson, Sanaa Lathane, Daniel Bonjour și Wittly Jourdan.
A fost creat de The Asylum. Filmul urmărește aventurile exploratorului Allan Quatermain și a fost filmat în întregime în Africa de Sud. A fost lansat direct pe DVD.
Allan Quatermain și templul craniilor este o imitație a filmului Indiana Jones și regatul craniului de cristal și, în timp ce filmul conține unele elemente similare cu Regatul craniului de cristal , filmul în sine este o adaptare liberă a romanului din 1885 Minele regelui Solomon de H. Rider Haggard.

## Distribuție
- Sean Cameron Michael - Allan Quatermain
- Christopher Adamson - Hartford
- Natalie Stone - Lady Anna
- Daniel Bonjour - Sir Henry
- Wittly Jourdan - Umbopa